# 魏森弗盧赫山
47°22′44″N 9°49′46″E / 47.3788°N 9.82941°E

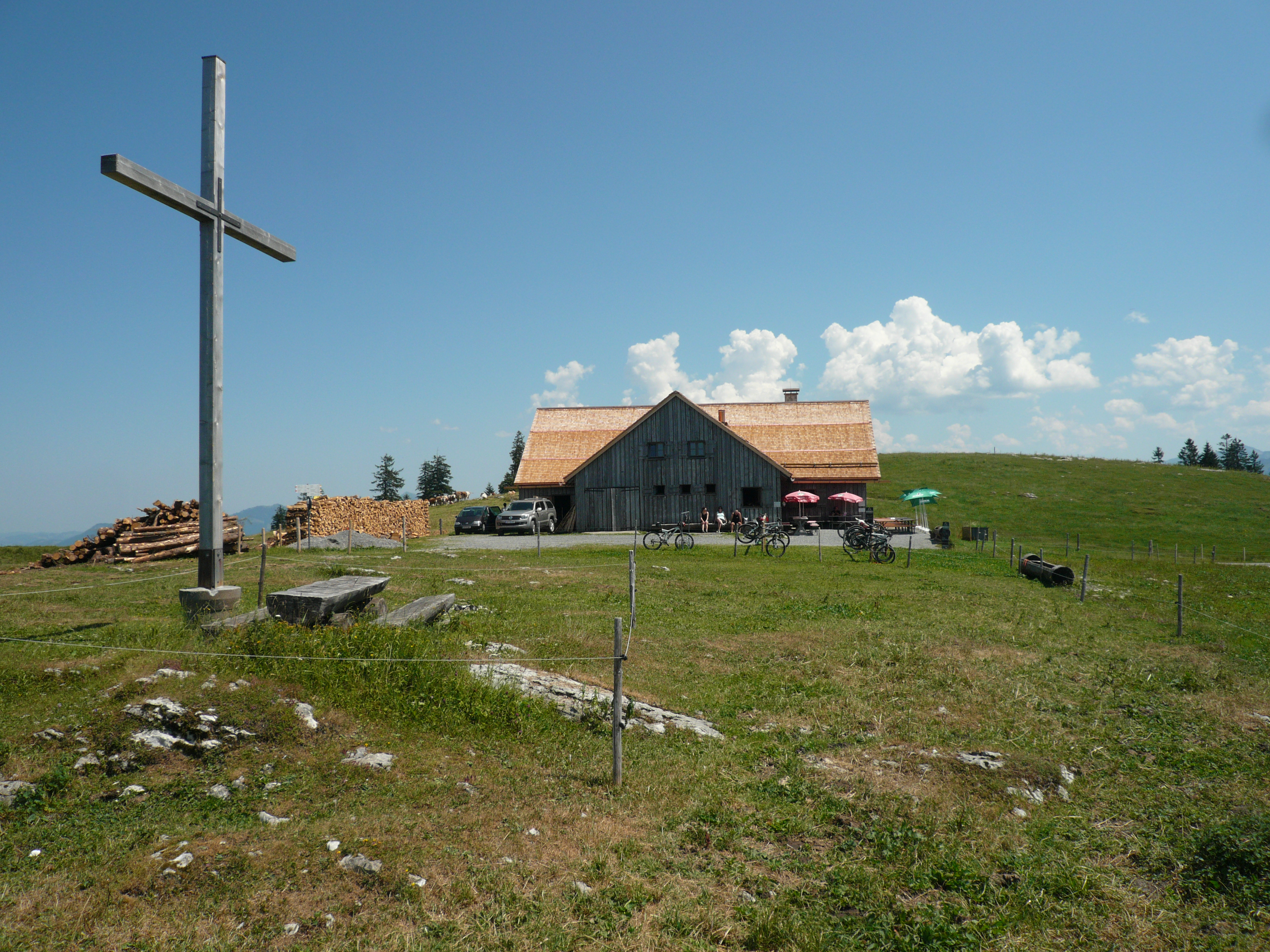

魏森弗盧赫山（德語：Weißenfluh），是奧地利的山峰，位於該國西部，由福拉爾貝格州負責管轄，屬於布雷根茨森林山脈的一部分，距離杭峰1.5公里，海拔高度1,367米。